# Ширяєва Ніна Іллівна
Ніна Іллівна Ширяєва (Бондар) (15 серпня 1922, Владивосток, Росія — 13 квітня 2013, Бійськ, Росія) — радянський офіцер танкіст, учасниця Великої Вітчизняної війни. У роки війни — командир танка Т-34 237-ї танкової бригади, капітан.

## Біографія
Народилася 15 серпня 1922 року в місті Владивосток в родині військового. В час коли переводили батька з Владивостока в Новосибірськ він загинув в залізничній катастрофі. Знайома сім'я військовослужбовців покликала матір переїхати в місто Бійськ (Алтайський край), де вони і залишилися жити. Закінчила школу.
З дитинства, за власними словами, «боліла» авіацією, закінчила Бійський аероклуб, літала на літаку По-2.
З початком Великої Вітчизняної війни (липень 1941) добровольцем прийшла в Бійський військкомат, який після перепідготовки в Омську направив її в частину Московської протиповітряної оборони. Під час одного розвідувального вильоту на По-2 отримала важке поранення обох ніг, потрапила в госпіталь. За висновком лікарів — повна непридатність до авіації.
Однак Ніна не збиралася їхати в тил і відмовилася від пропозиції поступати до медичного училища і на регулювальника. Її знайомі по резерву написали патріотичний лист І. В. Сталіну, приклавши до нього список бажаючих вчитися в танковому училищі. У цьому списку виявилася вписана і Н. І. Бондар, якій, ймовірно через українське прізвища, вдалося потрапити в направлення, підписане Сталіним і Ворошиловим.
Закінчивши Саратовське танкове училище навесні 1942 року, лейтенант Н. І. Бондар була направлена командиром танка Т-34 2-го танкового батальйону 237-ю танкової бригади (1-а танкова армія). Брала участь в боях на Курській дузі біля села Прохорівка, Корсунь-Шевченківської операції. Звільняла Україну, Польщу і Чехословаччину.
Особливо відзначилася в боях на Дуклінському перевалі (Чехословаччина) в ході Карпатсько-Дуклінської операції (частина Східно-Карпатської операції). У вересні 1944 року її танк (радист-кулеметник Л. В. Перевізчиков) в складі трьох машин командира взводу лейтенанта Федорова йшов в розвідці і першим увірвався на перевал. Стрімким кидком три танкових екіпажа зачистили п'ять населених пунктів (Паствіска, Рудавка, Римановска, Ґміна Тарнувка і Шкляр), забезпечивши просування основних сил бригади. Коли командир роти вибув з ладу, у важкій обстановці прийняла на себе командування ротою і організувала 4-годинний бій. Незважаючи на поранення в праву руку, залишилася в строю, поки не надійшов наказ вивести весь батальйон з бою. У подальших боях екіпаж Н. І. Бондар першим увірвався в місто Моравська-Острава. Всього за час боїв на перевалі лейтенант Н. І. Бондар зі своїм екіпажем знищила 4 гармати, 3 кулеметних точки і до 80 солдатів і офіцерів противника. За бої на перевалі нагороджена орденом Вітчизняної війни I ступеня (30 вересня 1944).
У січні — лютому 1945 року також неодноразово водила свій танк в розвідку в районі прусських міст Острув, Гросс-Стреліц (нині Стшельці-Опольські, Польща), Гінденбург (нині Забже). За відзнаку в боях нагороджена орденом Червоного Прапора (11 березня 1945). При атаці на позиції противника в Гінденбурзі в складі танкового взводу обхідним маневром з флангу змусила противника залишити місто. Першою переправившись через річку Одер, в складі взводу увірвалася в села Розенталь і Лосіі. В ході бою було поранено в голову, але не покинула танк до підходу основних сил 3-го танкового батальйону. Всього за період з 15 січня по 7 лютого 1945 року її екіпаж записав на свій рахунок 3 знищених знаряддя, два міномети, склад з боєприпасами, два мотоцикли та іншу техніку і живу силу противника. За цей епізод нагороджена орденом Вітчизняної війни II ступеня (19 лютого 1945).
Потім штурмувала Берлін, перемогу зустріла в Празі. Останній снаряд випустила на Ельбі.
За роки війни чотири рази була важко поранена, двічі горіла в танку. Зокрема, близько року не знімала шолом, тому що вигоріло волосся.
Учасниця Параду Перемоги в червні 1945 року в Москві.
У 1946 році демобілізувалася, жила в Бійську, працювала в конструкторському бюро на котельному заводі, Ветеран праці. Закінчила теплоенергетичний інститут в Томську (нині Енергетичний інститут Томського політехнічного університету).
У 1950-х роках вийшла заміж за товариша по службі, з яким випадково познайомилися під час війни на Віслі.
Померла 13 квітня 2013 року в Бійську.

## Нагороди та звання
Радянські державні нагороди :
- орден Червоного Прапора (11 березня 1945)
- орден Вітчизняної війни I ступеня (30 вересня 1944)
- два ордени Вітчизняної війни II ступеня (19 лютого 1945, 6 квітня 1985)
- медалі, в тому числі:
  - медаль «За перемогу над Німеччиною у Великій Вітчизняній війні 1941—1945 рр.».

У 1950 році вийшла заміж за колишнього товариша по службі, з яким випадково познайомилися під час війни на Віслі — Петра Федоровича Ширяєва, машиніст паровоза. У сім'ї народилися син Володимир і донька Галина. Син Володимир Петрович — майор танкових військ, учасник Першої і Другої чеченських воєн. Дочка Галина Петрівна — начальник відділу технічної документації на Бійському котельному заводі. Четверо онуків, один з онуків — кадет, планує вступати в суворовське училище.

## Сім'я, особисте життя
Батько — українець, який перебрався з Чернігівської губернії на Далекий Схід, мати — росіянка, уродженка Сахаліну. Батько служив начальником прикордонної застави на річці Уссурі на кордоні з Китаєм, загинув в залізничній катастрофі під Новосибірськом.
Ветеран праці.

## Пам'ять

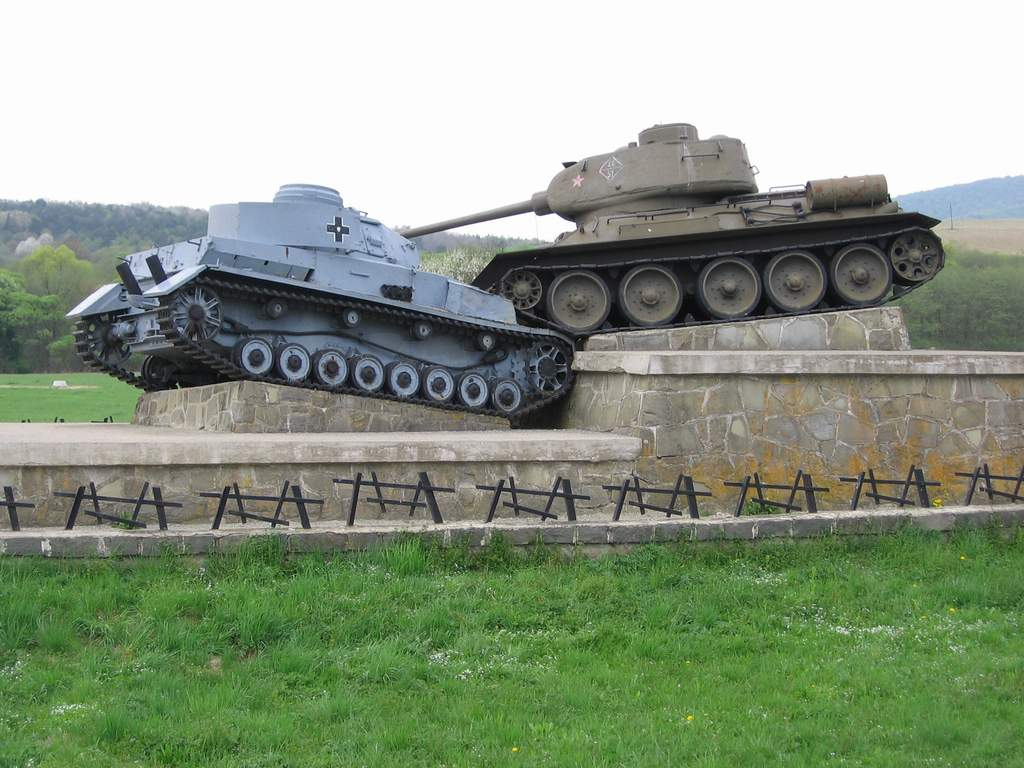
Свидник, музей Дукельський операції

Про танкіста Н. І. Бондар, яка боролася за звільнення Словаччини, видана книга «Zeva v ranku». На Дуклінському перевалі був встановлений радянський танк Т-34 з номером машини, на якій воювала Ніна.
15 серпня 2014 року в Бійську на будинку № 14 в провулку Комунарському, де довгі роки жила Ніна Іллівна, встановлено меморіальну дошку. Також в її честь буде названо одну з вулиць нових мікрорайонів Бійська.

## Оцінки й думки
Мер міста Бійська Л. А. Громогласова:
|  | Нина Ильинична была женщиной, о которых обычно говорят: «коня на скаку остановит, в горящую избу войдёт.» Все — семья, друзья, сослуживцы с котельного завода, на котором Нина Ильинична проработала 38 лет — помнят её именно такой. Она была женщиной с удивительной судьбой, сильной волей и доброй душой. |